# Kasseler

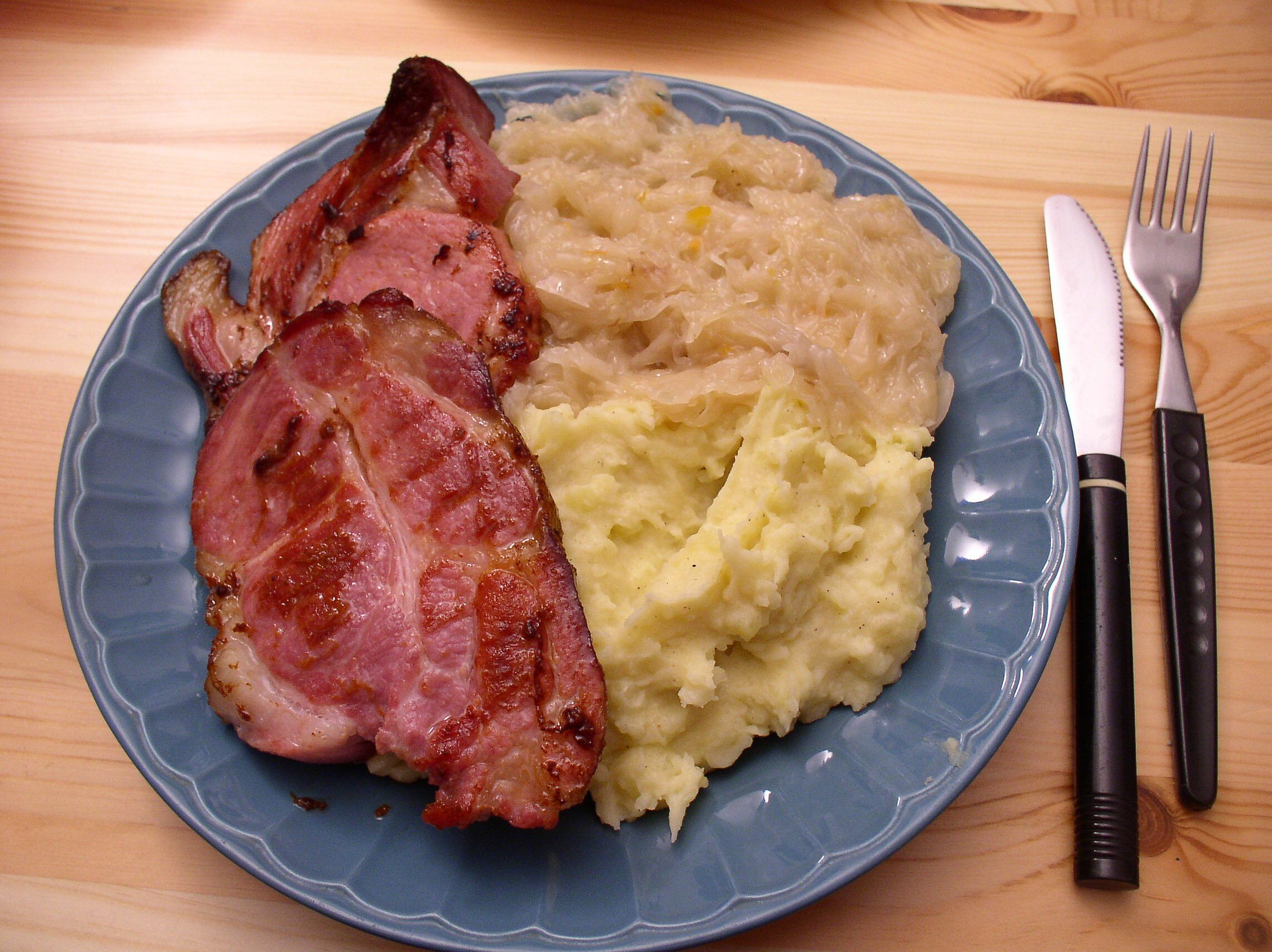
Kassler.

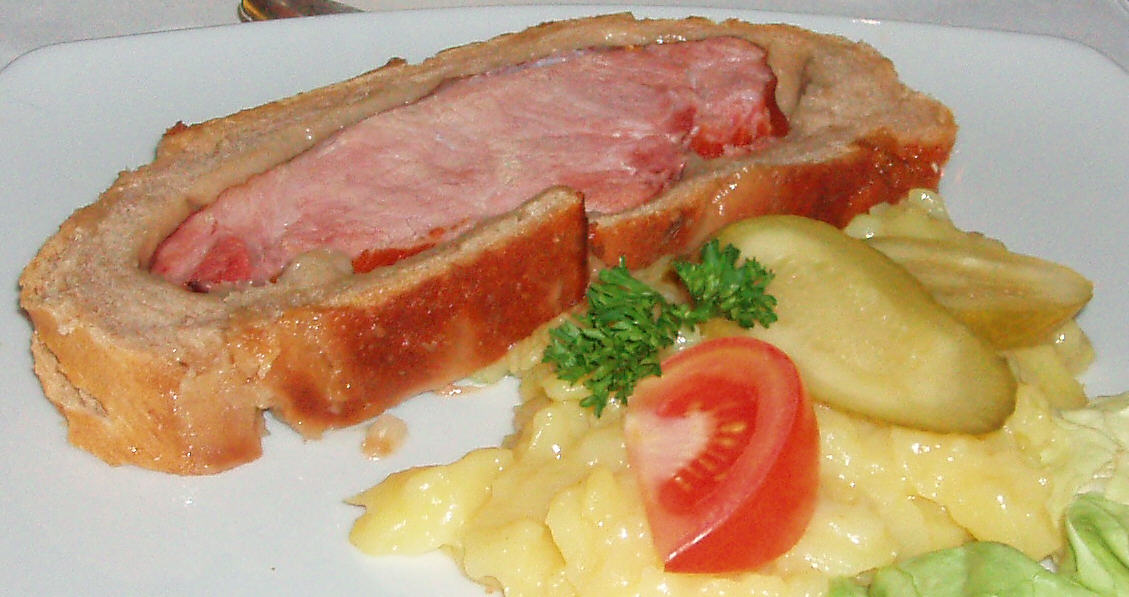
Kassler no pão com kartoffelsalat.

Kasseler ou kassler é uma iguaria típica da culinária da Alemanha, da culinária da Áustria, onde é conhecida como selchkarree, e da Dinamarca, onde apenas se usa o lombo e têm o nome de hamburgerryg. São designações dadas a pedaços de carne de porco salgados e fumados. As carnes mais usadas são as do pescoço e do lombo, embora costeletas e carne da barriga também sejam usadas. Este tipo de carne é frequentemente servido com chucrute e purê de batata. Por vezes, é possível também encontrar kassler de galinha.
A origem do nome é incerta. Por vezes, diz-se que teve origem num talhante de Berlim chamado Cassel, que teria começado a preparar este tipo de carne no fim do século XIX. Porém, os registos da cidade mostram que nessa altura não havia ninguém com o nome Cassel a viver em Berlim. Da mesma forma, também não é possível provar que o nome Kasseler derive da cidade alemã de Kassel.
Na culinária da Finlândia, qualquer tipo de pescoço de porco é designado como kassler.